# Visconti

Escut d'armes dels Viconti de Milà.

Els Visconti és el nom de dues famílies nobles italianes de l'edat mitjana. La primera, en ordre cronològic, foren els governants del Jutjat de Gallura a mitjans del segle xiii originaris de la ciutat de Pisa; i la segona, i més coneguda, els governants del Ducat de Milà entre 1277 i 1447.
No s'ha demostrat encara cap vincle entre els Visconti de Pisa/Gallura i els de Milà .

## Els Visconti de Gallura
La primera notícia d'un membre de la família Visconti a la ciutat de Pisa fou Albert, el qual fou nomenat "patrici" de la ciutat. El fill d'aquest, Eldizio, tingué el títol de patrici i cònsol entre 1184 a 1185. Ara bé, els descendents d'aquest, Lambert i Ubald I, foren els que aconseguiren col·locar la família en un lloc preeminent a la República de Pisa, aconseguint el títol de podestà.
En 1212 es completa una anarquia a Pisa entre diverses faccions, algunes a favor i altres en contra dels Visconti. A mitjans de gener de 1213, Guillem Salusi IV de Càller va encapçalar una coalició contra els Visconti, aconseguint la victòria en la batalla de Massa sobre les forces combinades de Lucca i Ubald I Visconti. Després d'aquesta batalla Pisa dividí el govern en una tetrarquia, una de les quals, el Jutjat de Gallura, recaigué en un membre dels Visconti.
A Sardenya Eldizio es casà amb una filla de Pere de Càller-Torres, que es va convertir en la mare de Lambert i Ubald. El 1207 Lambert es casà amb Elena de Lacon, hereva de Barisó I de Lacon, assegurant-se així el control sobre el cantó nord-est de l'illa, amb capital a Civita. El 1215, ell i Ubald van establir la seva hegemonia sobre el Jutjat de Càller, situat al sud de l'illa, i gràcies a diverses aliances matrimonis aconseguí el poder també al Jutjat de Torres.

### Governants de Gallura
- 1207-1209/1210-1225: Lambert Visconti
- 1225-1238: Ubald I Visconti
- 1238-1275: Joan I Visconti
- 1275-1298: Huguet Visconti
- 1298-1339: Joana Visconti (clamant)

## Els Visconti de Milà

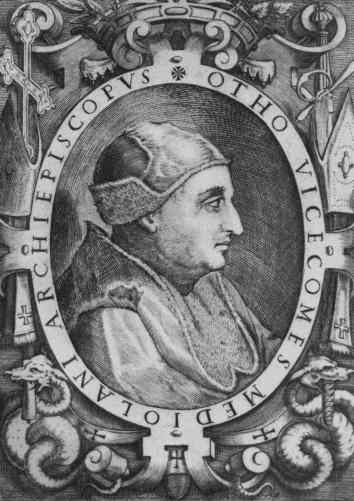
Imatge d'Otó Visconti.

Els historiadors situen els orígens dels Visconti de Milà en una família de capitans, als quals l'arquebisbe de Milà Landulf de Milà els concedí diverses explotacions agràries vers el 990. El fundador, però, de la Dinastia Visconti establerta a Milà fou Otó Visconti, el qual va aconseguir arrabassar el control de la ciutat als Della Torre l'any 1277.
Els Visconti van governar Milà fins a començaments dels anys del Renaixement, primer com a titulars del Senyoriu de Milà i, a partir de 1395, com a titulars del Ducat de Milà gràcies al poderós Joan Galeàs Visconti, que gairebé assolí unificar el nord de la península Itàlica. La Dinastia Visconti finalitzà el seu domini sobre Milà a la mort, sense descendència masculina, de Felip Maria Visconti l'any 1447, el qual fou succeït per la República Ambrosiana i posteriorment pel seu gendre Francesc I Sforza, membre de la Dinastia Sforza.

### Governants de Milà
- 1277-1295: Otó Viconti
- 1294-1322: Mateu I Visconti
- 1322-1327: Galeàs I Visconti
- 1329-1339: Assó Visconti
- 1339-1349: Lluc Visconti
- 1349-1354: Joan Visconti
- 1349-1385: Bernabeu Visconti
- 1349-1378: Galeàs II Visconti
- 1349-1355: Mateu II Visconti
- 1378-1402: Joan Galeàs Visconti (el 1395 és nomenat duc)
- 1402-1412: Joan Maria Visconti
- 1412-1447: Felip Maria Visconti

### Arbre Genealògic

Mapa del nord d'Itàlia el 1402.
Arxiducat d'Àustria
Comtat de Gorizia
Comtat de Niça
Comtat de Provença
Comtat de Savoia
Diòcesi de Chur
Diòcesi de Trento
Ducat de Milà
Estats Pontificis
Marquès de Ferrara
Marquès de Malaspina
Marquès de Màntua
Marquès de Monferrat
Marquès de Saluzzo
Patriarcat d'Aquileia
República de Florència
República de Gènova
República de Venècia
Regne de França
Regne de Nàpols
Regne de Sicília
Signoria de Ravenna
Signoria de Rímini
Signoria d'Urbino
Valais
Altres Estats

| Arxiducat d'Àustria Comtat de Gorizia Comtat de Niça Comtat de Provença Comtat de Savoia Diòcesi de Chur Diòcesi de Trento Ducat de Milà Estats Pontificis Marquès de Ferrara Marquès de Malaspina Marquès de Màntua Marquès de Monferrat | Marquès de Saluzzo Patriarcat d'Aquileia República de Florència República de Gènova República de Venècia Regne de França Regne de Nàpols Regne de Sicília Signoria de Ravenna Signoria de Rímini Signoria d'Urbino Valais Altres Estats |

```
Umbert
|
+-
Otó
 (
1207
-
1295
), 
arquebisbe

| 
+-Teobald
| 
+-
Mateu I
 (
1250
-
1322
), 
senyor de Milà

|
+-
Galeàs I
 (
1277
-
1328
)
| |
| +
Assó
 (
1302
-
1339
)
|
+-
Lluc
 (
1292
-
1349
)
| 
+-
Joan
 (
1290
-
1354
)
| 
+-
Esteve
 (?-
1327
)
|
+-
Mateu II
 (
1319
-
1355
)
|
+-
Bernabé
 (
1323
-
1385
) 
|
+-
Galeàs II
 (
1320
-
1378
)
|
+-
Joan Galeàs
 (
1351
-
1402
), primer 
duc de Milà

|
+-
Valentina
 (
1366
-
1408
), casada amb 
Lluís I d'Orleans

|
+-
Joan Maria
 (
1388
-
1412
)
|
+-
Felip Maria
 (
1392
-
1447
)
|
+-
Blanca Maria
 (
1425
-
1468
), casada amb 
Francesc I Sforza
```

## Altres membres
Descendents dels Visconti són també Tebaldo Visconti, que va esdevenir papa amb el nom de Gregori X; i el cineasta Luchino Visconti.